# Grindavík
Grindavík je rybářské město a zároveň obec na poloostrově Reykjanes na jihozápadě Islandu. V roce 2023 zde žilo přibližně 3 700 obyvatel. Nedaleko města se nacházejí geotermální lázně Modrá laguna (Bláa Lónið). Zeměpisné souřadnice města jsou 63°50' severní šířky a 22°26' západní délky.
V prosinci roku 2023 bylo město vyklizeno z důvodu erupce sopky Svartsengi. Dne 14. ledna 2024 došlo k nové erupci sopky. Lávový proud zničil několik domů. Další erupce následovala i v roce 2025.

## Partnerská města
- Penistone, Spojené království
- Rovaniemi, Finsko
- Hirtshals, Dánsko
- Jonzac, Francie
- Piteå, Švédsko
- Ílhavo, Portugalsko

## Galerie

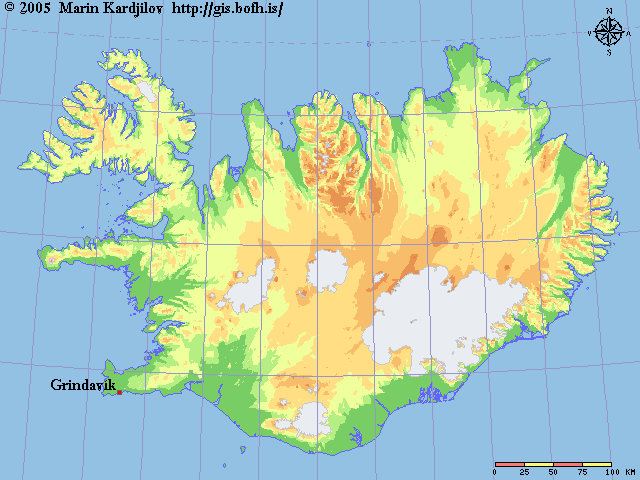
Grindavík na mapě Islandu
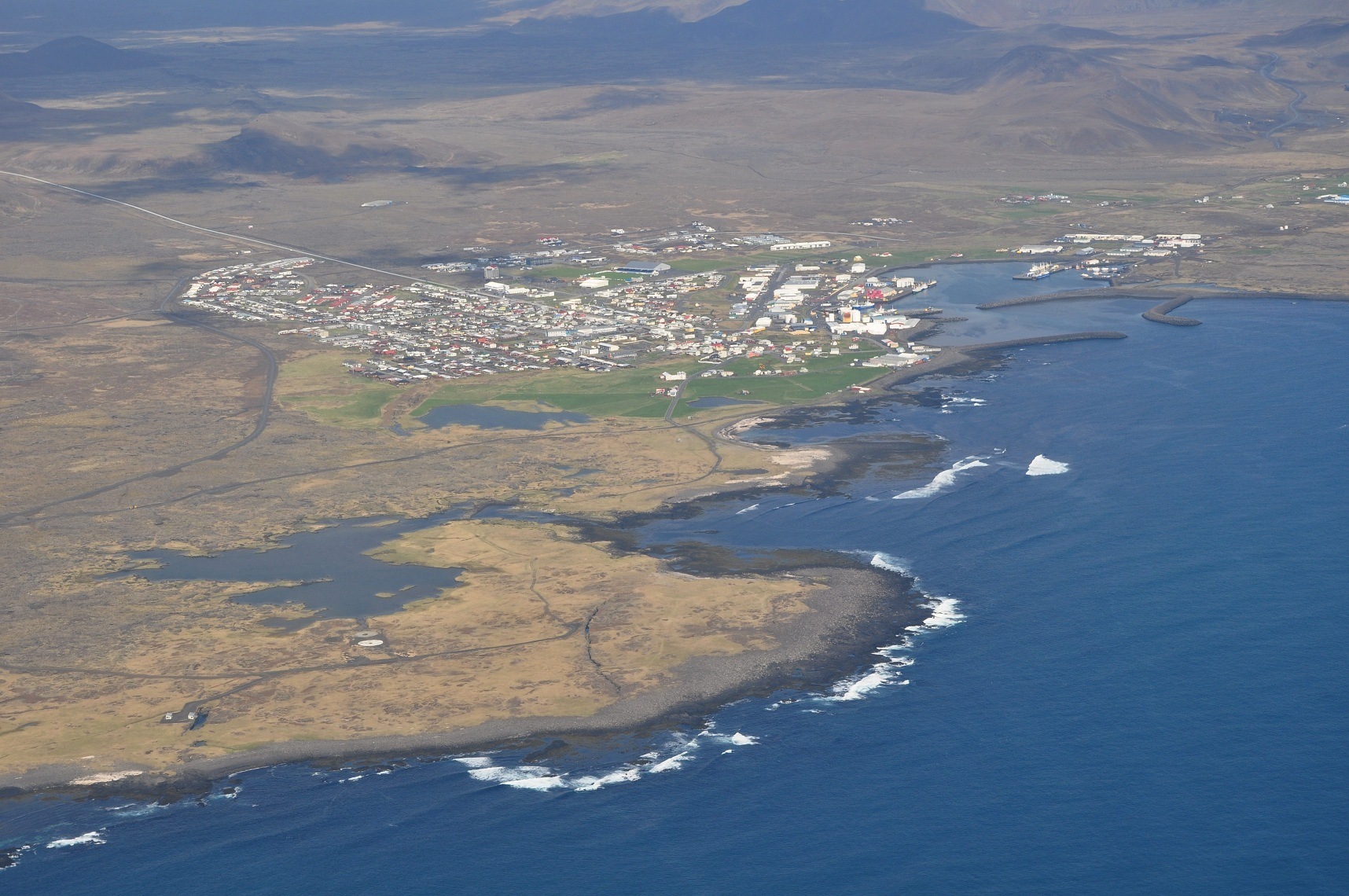
Grindavík (2011)